# 주메이라 에미리트 타워스 호텔
주메이라 에미리트 타워스 호텔(Jumeirah Emirates Towers Hotel)은 아랍에미리트 두바이에 위치한 56 층짜리 5성급 호텔이다. 호텔은 주메이라 그룹이 운영하는데, 400여 개의 객실을 구비하고 있으며, 그중 40 개는 스위트 객실(suite)이다.
1997년 공사를 따낸 대한민국의 쌍용건설이 시공하였다.

## 개요
주메이라 에미리트 타워스 호텔은 소매 상가를 통해 54층짜리 에미리트 오피스 타워와 연결되어 있다.  둘을 함께 일컬어 사람들은 보통 에미리트 타워스 콤플렉스라고 부른다.
두바이 중심 상업 지구에 위치해 있다. 세이크 자이드 가의 두바이 세계 무역 센터 옆, 무역 센터 전시관에 인접해 있다. 두바이 공항까지는 15분 거리이다.

## 건물 높이
건물의 구조물 높이는 305 m이다. 건물의 옥상 높이는 261 m이다.
주메이라 에미리트 타워스 호텔은 바로 옆의 자매 타워들보다는 낮지만 높이로는 세계에서 현존하는 건물들 중 24번째로 높다. 호텔로서는 세계에서 꽤 높은 호텔 중 하나이다.

## 건물
건물은 삼각형 모양새를 갖추고 있다. 두 개의 면은 건물의 하중을 지지한다. 나머지 한 개 면은 거의 대부분 유리로 이루어졌다. 이 유리면을 통해 거의 전층의 자연 채광이 가능하다. 거대한 아트리움을 이루고 있다.
이 건물은 2000년 4월 15일 완공되었다. 노르 그룹 콘설턴트 인터내셔널 유한회사(Norr Group Consultants Int. Ltd.)의 헤이젤 W.S 웡 노르(Hazel W.S. Wong Norr)가 디자인하였다.
대한민국의 쌍용건설이 시공하였다. 쌍용건설은 벨기에 베식스사와 함께 에미리트 타워스 콤플렉스를 수주하였는데, 두 건물 중 쌍용건설은 55층짜리 호텔 시공을 맡았다. 아랍에미리트에서 30년 넘게 활동하던 베식스가 공동참여를 제의했고 쌍용건설도 시장 다변화를 위해 손을 잡고 건물을 시공하였다.

## 숙박
호텔 등급은 5성 딜럭스이다. 400개의 객실이 있는데, 그중 200개는 더블 딜럭스 룸, 48개는 트윈 딜럭스 룸, 40개는 더블 타워 룸, 10개는 트윈 타워 룸이다. 스위트는 총 40개인데, 31게는 아펙스 스위트, 5개는 서미트 스위트, 3개는 프레지던탈 스위트, 1개는 로열 스위트이다.
- 클럽 익스큐티브 룸에는 32인치 뱅 & 올룹슨 LCD TV 및 DVD, CD, 아이팟 인터페이스를 구비하고 있다.
- 쇼파르드 레이디스 플로어는 여성 전용 층이다. 여성 직원들만이 서비스한다. 값비싼 화장품과 화장품 냉장고를 구비하고 있다.

## 레스토랑 및 주점
에미리트 타워스 호텔 내 주요 레스토랑 및 주점은 다음과 같다.

- 부'스(Vu's) - 유러피안 컨템포러리 음식점. 호텔 건물 50층에 위치한다.
- 부'스 바(Vu's Bar) - 부'스 근처 호텔 건물 51층에 위치한 바. 저녁 6시부터 새벽 3시까지 연다. 두바이 시의 스카이라인과 아라비아 만 전경을 내려다 볼 수 있다.
- 더 리브 룸(The Rib Room) - 스테이크와 해산물 요리 음식점.
- 모자이코(Mosaico) - 지중해식 요리. 이탈리아 요리. 24시간 개장한다.
- 시가 라운지(Cigar Lounge) - 호텔 10층에 있는 라운지이다. 30층까지 올라가는 호텔의 아트리움을 볼 수 있다. 흡연 구역이며, 비즈니스 미팅을 할 수 있는 곳이기도 하다.
- 더 에이전시(The Agency) - 와인 바이다. 50 여 종의 와인을 맛볼 수 있다.
- 스칼렛스(Scalett's) - 미국 남부 정통 요리. 텍사스식 멕시코 요리. 정오부터 자정까지 개장한다. 드레스 코드에 따르면 비치 웨어나 반바지 조끼, 샌달은 신고 들어갈 수 없다.
- 도쿄@타워스(tokyo@towers) - 원조 일식집. 16명을 수용하는 두 개의 다다미 방도 있다.
- 이티 스시(ET sushi) - 스시, 회, 뎀뿌라 등을 판다. 컨베이어 벨트에 실려오는 접시를 가져가 먹으면 된다. 보울바드 상점들을 내려다 볼 수 있다.
- 해리 가토'스(Harry Ghatto's) - 카라오케 주점이다. 간단한 일식 요리를 판다.
- 더 누들 하우스(The Noodle House) - 토속 음료, 쥬스, 칵테일 등을 곁들인 동남아 요리를 판다. 쇼핑 보울바드 아래쪽 층에 위치한다. 주방 안을 바라볼 수 있다.
- 알 라푸라(Al Nafoorah) - 정통 레바논 음식을 판다. 쇼핑 불러바드 아래쪽 층에 위치한다.

## 같이 보기
- 마천루 목록